# Liga Nacional de hockey sobre patines 1967-68
La Liga Nacional de hockey sobre patines 1967-68 fue la cuarta edición en formato de liga del campeonato español de hockey sobre patines. Fue organizado por la Real Federación Española de Patinaje.
Se disputó en cuatro grupos por sistema de liga a doble vuelta, tres de ellos propios de la Liga Nacional, en los que competían los mejores clasificados en los campeonatos regionales, agrupados conforme a las regiones históricas de la época.
El grupo restante era la primera división del Campeonato de Cataluña, con catorce equipos, clasificándose para la Fase final los dos primeros clasificados.
La Fase final con los cuatro equipos clasificados se disputó en el Palacio de los Deportes de Barcelona entre el 19 y el 21 de abril de 1968.

## Primera fase

### Campeonato de Cataluña de Primera División
| Pos. | Equipo                      | Pts | PJ | PG | PE | PP | GF  | GC  | DG  |
| ---- | --------------------------- | --- | -- | -- | -- | -- | --- | --- | --- |
| 1    | Club Hoquei Mataró          | 42  | 26 | 18 | 6  | 2  | 87  | 42  | 45  |
| 2    | CP Vilanova                 | 38  | 26 | 18 | 2  | 6  | 87  | 42  | 45  |
| 3    | Reus Deportiu               | 38  | 26 | 18 | 2  | 6  | 107 | 51  | 56  |
| 4    | Club Patín Calafell         | 36  | 26 | 16 | 4  | 6  | 69  | 40  | 29  |
| 5    | Club d'Esports Vendrell     | 34  | 26 | 14 | 6  | 6  | 84  | 59  | 25  |
| 6    | CP Voltregà                 | 32  | 26 | 13 | 6  | 7  | 104 | 62  | 42  |
| 7    | A.A. Noia                   | 31  | 26 | 13 | 5  | 8  | 89  | 60  | 29  |
| 8    | Fútbol Club Barcelona       | 25  | 26 | 9  | 7  | 10 | 70  | 79  | -9  |
| 9    | Real Club Deportivo Español | 25  | 26 | 10 | 5  | 11 | 66  | 63  | 3   |
| 10   | Sferic Terrassa             | 17  | 26 | 6  | 5  | 15 | 58  | 103 | -45 |
| 11   | Igualada HC                 | 13  | 26 | 4  | 5  | 17 | 52  | 94  | -42 |
| 12   | Club Hoquei Arenys de Munt  | 13  | 26 | 5  | 3  | 18 | 45  | 100 | -55 |
| 13   | Club Tennis Barcino         | 11  | 26 | 5  | 1  | 20 | 50  | 122 | -72 |
| 14   | Girona Club de Hoquei       | 9   | 26 | 3  | 3  | 20 | 36  | 87  | -51 |

## Fase final
| Pos. | Equipo                 | Pts | PJ | PG | PE | PP | GF | GC | DG |
| ---- | ---------------------- | --- | -- | -- | -- | -- | -- | -- | -- |
| 1    | Club Hoquei Mataró     | 6   | 3  | 3  | 0  | 0  |    |    |    |
| 2    | CP Vilanova            | 4   | 3  | 2  | 0  | 1  |    |    |    |
| 3    | Club Atlético Montemar | 2   | 3  | 1  | 0  | 2  |    |    |    |
| 4    | Club Patín Mieres      | 0   | 3  | 0  | 0  | 3  |    |    |    |

- Final:  Club Hoquei Mataró 4 -  Club Patí Vilanova 1
- 3º y 4º puesto:  Club Atlético Montemar 8 -  Club Patín Mieres 2